# Draft 2000 de la NBA
1999 2001
La draft 2000 de la NBA est la 54e draft annuelle de la National Basketball Association (NBA), se déroulant en amont de la saison 2000-2001. Elle s'est tenue le 28 juin 2000 au Target Center de Minneapolis, dans le Minnesota. Un total de 58 joueurs ont été sélectionnés en 2 tours.
Lors de cette draft, 29 équipes de la NBA choisissent à tour de rôle des joueurs évoluant au basket-ball universitaire américain, ainsi que des joueurs internationaux. Si un joueur quittait l’université plus tôt, il devenait éligible à la sélection.
La loterie pour désigner la franchise qui choisit en première un joueur, consiste en une loterie pondérée : parmi les équipes non qualifiées en playoffs, les chances de remporter le premier choix sont de 25% pour la plus mauvaise équipe, et de 0,5% pour la « moins mauvaise », où chaque équipe se voit confier aléatoirement 250 à 5 combinaisons différentes.
Cette draft est considérée comme la pire depuis la draft 1986 à cause du faible nombre de joueurs ayant été All-Star. Seuls le premier choix Kenyon Martin, le premier tour Jamaal Magloire (19e rang) et le second tour Michael Redd (43e rang) ont participé au NBA All-Star Game. Sports Illustrated l'a d'ailleurs considéré comme relativement médiocre. C'est d'ailleurs Mike Miller, 5e choix, qui remporte le titre de NBA Rookie of the Year.

## Draft
| * | Signale un joueur qui a été sélectionné pour au moins un match annuel NBA All-Star Game et une récompense annuelle All-NBA Team |
| + | Signale un joueur qui a été sélectionné pour au moins un match annuel NBA All-Star Game                                         |
| R | Signale le joueur qui a remporté le titre de NBA Rookie of the Year                                                             |

### Premier tour
| Choix | Nom                       | Position          | Nationalité | Équipe | Provenance                             |
| ----- | ------------------------- | ----------------- | ----------- | --- | -------------------------------------- |
| 1     | Kenyon Martin+            | Ailier fort       | États-Unis  | Nets du New Jersey | Cincinnati                             |
| 2     | Stromile Swift            | Ailier fort Pivot | États-Unis  | Grizzlies de Vancouver | LSU                                    |
| 3     | Darius Miles              | Ailier Arrière    | États-Unis  | Clippers de Los Angeles | East St. Louis HS (East St. Louis, IL) |
| 4     | Marcus Fizer              | Ailier            | États-Unis  | Bulls de Chicago | Iowa State                             |
| 5     | Mike Miller R             | Ailier Arrière    | États-Unis  | Magic d'Orlando | Florida                                |
| 6     | DerMarr Johnson           | Arrière Ailier    | États-Unis  | Hawks d'Atlanta | Cincinnati                             |
| 7     | Chris Mihm                | Pivot Ailier fort | États-Unis  | Bulls de Chicago (transféré aux Cavaliers de Cleveland)                                                                       | Texas                                  |
| 8     | Jamal Crawford            | Arrière           | États-Unis  | Cavaliers de Cleveland (transféré aux Bulls de Chicago)                                                                       | Michigan                               |
| 9     | Joel Przybilla            | Pivot             | États-Unis  | Rockets de Houston (transféré aux Bucks de Milwaukee)                                                                         | Minnesota                              |
| 10    | Keyon Dooling             | Arrière           | États-Unis  | Magic d'Orlando (des Nuggets de Denver, transféré aux Clippers de Los Angeles)                                                | Missouri                               |
| 11    | Jérome Moïso              | Ailier fort       | France      | Celtics de Boston | UCLA                                   |
| 12    | Etan Thomas               | Ailier fortPivot  | États-Unis  | Mavericks de Dallas | Syracuse                               |
| 13    | Courtney Alexander        | Arrière           | États-Unis  | Magic d'Orlando (transféré aux Mavericks de Dallas)                                                                           | Fresno State                           |
| 14    | Mateen Cleaves            | Meneur            | États-Unis  | Pistons de Détroit | Michigan State                         |
| 15    | Jason Collier             | Pivot             | États-Unis  | Bucks de Milwaukee (transféré aux Rockets de Houston)                                                                         | Georgia Tech                           |
| 16    | Hidayet "Hedo" Türkoğlu   | Ailier            | Turquie     | Kings de Sacramento | Efes Pilsen (Turquie)                  |
| 17    | Desmond Mason             | Arrière Ailier    | États-Unis  | SuperSonics de Seattle | Oklahoma State                         |
| 18    | Quentin Richardson        | Arrière Ailier    | États-Unis  | Clippers de Los Angeles (des Raptors de Toronto via les Hawks d'Atlanta, les 76ers de Philadelphie et les Knicks de New York) | DePaul                                 |
| 19    | Jamaal Magloire+          | Pivot             | Canada      | Hornets de Charlotte | Kentucky                               |
| 20    | Craig "Speedy" Claxton    | Meneur            | États-Unis  | 76ers de Philadelphie | Hofstra                                |
| 21    | Morris Peterson           | Arrière Ailier    | États-Unis  | Raptors de Toronto (des Timberwolves du Minnesota)                                                                            | Michigan State                         |
| 22    | Donnell Harvey            | Ailier            | États-Unis  | Knicks de New York (transféré aux Mavericks de Dallas)                                                                        | Florida                                |
| 23    | DeShawn Stevenson         | Arrière           | États-Unis  | Jazz de l'Utah (du Heat de Miami)                                                                                             | Washington Union HS (Fresno, CA)       |
| 24    | Dalibor Bagarić           | Pivot             | Croatie     | Bulls de Chicago (des Spurs de San Antonio)                                                                                   | Benston Zagreb (Croatie)               |
| 25    | Iakovos "Jake" Tsakalidis | Pivot             | Grèce       | Suns de Phoenix | AEK (Grèce)                            |
| 26    | Mamadou N'Diaye           | Pivot             | Sénégal     | Nuggets de Denver | Auburn                                 |
| 27    | Primož Brezec             | Pivot             | Slovénie    | Pacers de l'Indiana | Union Olimpija (Slovénie)              |
| 28    | Erick Barkley             | Meneur            | États-Unis  | Trail Blazers de Portland | St. John's                             |
| 29    | Mark Madsen               | Ailier fort       | États-Unis  | Lakers de Los Angeles | Stanford                               |

### Deuxième tour
| Choix | Nom                  | Position       | Nationalité | Équipe                                                                            | Provenance                             |
| ----- | -------------------- | -------------- | ----------- | --------------------------------------------------------------------------------- | -------------------------------------- |
| 30    | Marko Jarić          | Meneur         | Yougoslavie | Clippers de Los Angeles                                                           | Paf Bologna (Italie)                   |
| 31    | Dan Langhi           | Ailier fort    | États-Unis  | Mavericks de Dallas (des Bulls de Chicago, transféré aux Rockets de Houston)      | Vanderbilt                             |
| 32    | A.J. Guyton          | Meneur         | États-Unis  | Bulls de Chicago (des Warriors de Golden State)                                   | Indiana                                |
| 33    | Jake Voskuhl         | Pivot          | États-Unis  | Bulls de Chicago (de Vancouver via Houston)                                       | Connecticut                            |
| 34    | Khalid El-Amin       | Meneur         | États-Unis  | Bulls de Chicago (de Hawks d'Atlanta)                                             | UConn                                  |
| 35    | Mike Smith           | Ailier         | États-Unis  | Wizards de Washington                                                             | Louisiana-Monroe                       |
| 36    | Soumaila Samake      | Pivot          | Mali        | Nets du New Jersey                                                                | Cincinnati Stuff (IBL)                 |
| 37    | Eddie House          | Arrière        | États-Unis  | Heat de Miami (des Cavaliers de Cleveland via les Nuggets de Denver)              | Arizona State                          |
| 38    | Eduardo Najera       | Ailier         | Mexique     | Rockets de Houston (transféré aux Mavericks de Dallas)                            | Oklahoma                               |
| 39    | Lavor Postell        | Arrière        | États-Unis  | Knicks de New York (des Celtics de Boston)                                        | St. John's                             |
| 40    | Hanno Möttölä        | Arrière Ailier | Finlande    | Hawks d'Atlanta (des Nuggets de Denver)                                           | Utah                                   |
| 41    | Chris Carrawell      | Arrière        | États-Unis  | Spurs de San Antonio (du Magic d'Orlando)                                         | Duke                                   |
| 42    | Olumide Oyedeji      | Ailier fort    | Nigeria     | SuperSonics de Seattle                                                            | Wurtzbourg (Allemagne)                 |
| 43    | Michael Redd*        | Arrière        | États-Unis  | Bucks de Milwaukee                                                                | Ohio State                             |
| 44    | Brian Cardinal       | Ailier fort    | États-Unis  | Pistons de Détroit                                                                | Purdue                                 |
| 45    | Jabari Smith         | Pivot          | États-Unis  | Kings de Sacramento                                                               | LSU                                    |
| 46    | DeeAndre Hulett      | Meneur         | États-Unis  | Raptors de Toronto                                                                | College of the Sequoias                |
| 47    | Josip Sesar          | Meneur         | Croatie     | SuperSonics de Seattle (transféré aux Celtics de Boston)                          | Cibona Zagreb (Croatie)                |
| 48    | Mark Karcher         | Meneur         | États-Unis  | 76ers de Philadelphie                                                             | Temple                                 |
| 49    | Jason Hart           | Meneur         | États-Unis  | Bucks de Milwaukee (des Hornets de Charlotte)                                     | Syracuse                               |
| 50    | Kaniel Dickens       | Ailier         | États-Unis  | Jazz de l'Utah (from New York)                                                    | Idaho                                  |
| 51    | Igor Rakočević       | Meneur         | Yougoslavie | Timberwolves du Minnesota                                                         | Étoile rouge de Belgrade (Yougoslavie) |
| 52    | Ernest Brown         | Pivot          | États-Unis  | Heat de Miami                                                                     | Indian Hills CC                        |
| 53    | Dan McClintock       | Pivot          | États-Unis  | Nuggets de Denver (des Suns de Phoenix)                                           | Northern Arizona                       |
| 54    | Cory Hightower       | Meneur         | États-Unis  | Spurs de San Antonio (transféré aux Lakers de Los Angeles)                        | Indian Hills CC                        |
| 55    | Chris Porter         | Ailier         | États-Unis  | Warriors de Golden State (du Jazz de l'Utah)                                      | Auburn                                 |
| 56    | Jaquay Walls         | Meneur         | États-Unis  | Pacers de l'Indiana                                                               | Colorado                               |
| 57    | James "Scoonie" Penn | Meneur         | États-Unis  | Hawks d'Atlanta                                                                   | Ohio State                             |
| 58    | Pete Mickeal         | Ailier         | États-Unis  | Mavericks de Dallas (des Lakers de Los Angeles, transféré aux Knicks de New York) | Cincinnati                             |

## Joueurs notables non draftés
| Nom          | Position    | Nationalité | Provenance     |
| ------------ | ----------- | ----------- | -------------- |
| Malik Allen  | Ailier fort | États-Unis  | Villanova      |
| Richie Frahm | Arrière     | États-Unis  | Gonzaga        |
| Eddie Gill   | Arrière     | États-Unis  | Weber State    |
| Pepe Sánchez | Meneur      | Argentine   | Temple         |
| Ime Udoka    | Ailier      | États-Unis  | Portland State |